# 風遙か
「風遙か」（かぜはるか）は、吉岡亜衣加の5枚目のシングル。2010年11月3日にティームエンタテインメントから発売された。

## 概要
表題曲「風遙か」とカップリング曲「消えない虹」は、PS2用ゲーム『薄桜鬼 黎明録』のオープニングテーマとエンディングテーマとして使用された。

## 収録曲
（全作詞：上園彩結音、作曲・編曲：小野貴光） 
1. 風遙か [4:42]
  - PS2用ゲーム『薄桜鬼 黎明録』オープニングテーマ
2. 消えない虹 [4:44]
  - PS2用ゲーム『薄桜鬼 黎明録』エピローグテーマ
3. 風遙か（instrumental）
4. 消えない虹（instrumental）

## 収録アルバム
| 曲名       | 収録アルバム | 発売日        | 備考                  |
| ---------- | ------------ | ------------- | --------------------- |
| 風遙か     | 『時の彩り』 | 2011年7月13日 | 3rdオリジナルアルバム |
| 消えない虹 | 『時の彩り』 | 2011年7月13日 | 3rdオリジナルアルバム |